# 1433년

## 연호
- 명(明) 선덕(宣德) 8년
- 일본(日本) 에이쿄(永享) 5년
- 후 레 왕조(後黎朝) 투언티엔(順天) 6년

## 기년
- 명(明) 선종 선덕제(宣宗 宣德帝) 8년
- 조선(朝鮮) 세종(世宗) 15년
- 후 레 왕조(後黎朝) 태조(太祖) 6년

## 사건
- 조선이 여진을 물리치고 4군 6진 설치.
- 혼천의 발명

## 탄생
- 10월 19일 - 이탈리아 정치 철학자 마르실리오 피치노. (~1499년)
- 11월 10일 - 부르고뉴의 공작 샤를 1세 드 부르고뉴 공작. (~1477년)